# Vagn Bangsburg
Vagn Aage Bangsborg (Slagelse, Sjælland, 28 de maig de 1936) va ser un ciclista danès. Com amateur guanyà una medalla de plata al Campionat del món de contrarellotge per equips de 1962. Va participar en els Jocs Olímpics de 1960.